# Filip Mladenović
Filip Mladenović (în sârbă Филип Mлaдeнoвић; n. 15 august 1991) este un fotbalist sârb care joacă pe postul de fundaș stânga pentru Lechia Gdańsk. Mladenovic și-a făcut debutul pentru echipa națională a Serbiei în 2012.

## Cariera pe echipe

### Borac Čačak
El a jucat pentru echipa mare a lui Borac în sezonul 2010-2011, făcând 18 apariții în campionat în acel sezon. A jucat ca fundaș stânga.

### Steaua Roșie Belgrad
Mladenović a semnat un contract pe patru ani cu Steaua Roșie Belgrad la 17 decembrie 2011. În vara anului 2013, Steaua Roșie a participat la Uhrencup din Elveția, unde a pierdut finala împotriva lui FC Basel cu scorul de 2-1. Mladenović a marcat pentru Steaua Roșie și a fost votat cel mai bun jucător al meciului, titlu pentru care ar fi trebuit să primească un ceas ca premiu, dar l-a refuzat fiind dezamăgit de înfrângere. Până la sfârșitul lui 2013, situația financiară a Stelei Roșii a devenit extrem de instabilă, deoarece jucătorii și personalul nu au fost plătiți după câteva luni de așteptare. În ciuda faptului că marca des și a fizicului potrivit pentru mijlocul terenului, Mladenovic a fost jucat mai mult pe postul de fundaș stânga în mandatul lui Ricardo Sá Pinto, care a spus că stilul de joc al lui Mladenović îi aduce aminte de Fábio Coentrão. Un exod a început atunci când Sá Pinto a anunțat într-o conferință de presă emoționantă că nu mai poate continua la Steaua Roșie din cauza instabilității din administrația echipei. Pe 5 octombrie 2013, Mladenovic a depus o cerere de reziliere a contractului cu Steaua Roșie. Comisia de Arbitraj din FSS a decis în favoarea lui Mladenovic pe 23 noiembrie, acordându-i statutul de jucător liber. După decizia luată în cazurile lui Mladenovic și Marko Vešović, antrenorul Slaviša Stojanovič i-a scos pe ambii jucători în afara primei echipe, dar în mod legal erau încă membri ai Stelei Roșii până la fereastra de transfer pentru iarna sezonului 2013-2014.

### BATE Borisov
Pe 23 februarie 2014, portalul de știri sârb B92 a anunțat că Mladenovic a semnat cu echipa BATE Borisov un contract pe trei ani. El și-a făcut debutul pentru BATE în finala Supercupei Belarusului din 2014 împotriva lui FC Minsk și avea să înscrie un gol în minutul 20. La 29 septembrie 2015, Mladenovic a marcat două goluri pentru BATE în cadrul grupei E a Ligii Campionilor din sezonul 2015-2016 împotriva lui AS Roma. Datorită jocului său bun, Mladenović a fost inclus în „Echipa săptămânii” de site-ul UEFA.com la 1 octombrie 2015. Mai târziu în acea lună, s-a anunțat faptul că AC Milan și-a declarat interesul pentru jucător, cu antrenorul italienilor, Siniša Mihajlović, cunoscându-l pe Mladenovic de la Echipa națională a Serbiei.

### 1. FC Köln
La 5 ianuarie 2016, Mladenovic a semnat un contract pe trei ani și jumătate cu 1. FC Köln.

## Cariera la națională
Mladenovic și-a făcut debutul pentru echipa națională de fotbal a Serbiei, sub conducerea lui Siniša Mihajlović, pe 31 mai 2012, într-un meci pierdut cu 2-0 împotriva Franței.

## Statistici privind cariera

### Club
| Club                 | Sezon         | Campionat            | Campionat | Campionat | Cupă    | Cupă   | Continental | Continental | Altele  | Altele | Total   | Total  |
| Club                 | Sezon         | Divizie              | Meciuri   | Goluri    | Meciuri | Goluri | Meciuri     | Goluri      | Meciuri | Goluri | Meciuri | Goluri |
| -------------------- | ------------- | -------------------- | --------- | --------- | ------- | ------ | ----------- | ----------- | ------- | ------ | ------- | ------ |
| Borac Čačak          | 2010–2011     | SuperLiga            | 18        | 0         | 0       | 0      | —           | —           | 0       | 0      | 18      | 0      |
| Borac Čačak          | 2011–2012     | SuperLiga            | 13        | 0         | 2       | 0      | —           | —           | 0       | 0      | 15      | 0      |
| Borac Čačak          | Total         | Total                | 31        | 0         | 2       | 0      | 0           | 0           | 0       | 0      | 33      | 0      |
| Steaua Roșie Belgrad | 2011–2012     | SuperLiga            | 12        | 2         | 3       | 0      | 0           | 0           | 0       | 0      | 15      | 2      |
| Steaua Roșie Belgrad | 2012–2013     | SuperLiga            | 26        | 0         | 3       | 0      | 6           | 1           | 0       | 0      | 35      | 1      |
| Steaua Roșie Belgrad | 2013–2014     | SuperLiga            | 4         | 0         | 2       | 0      | 4           | 0           | 0       | 0      | 10      | 0      |
| Steaua Roșie Belgrad | Total         | Total                | 42        | 2         | 8       | 0      | 10          | 1           | 0       | 0      | 60      | 3      |
| BATE                 | 2014          | Prima Ligă Bielorusă | 26        | 2         | 7       | 0      | 8           | 0           | 1       | 1      | 42      | 3      |
| BATE                 | 2015          | Prima Ligă Bielorusă | 21        | 2         | 2       | 0      | 12          | 2           | 1       | 0      | 36      | 4      |
| BATE                 | Total         | Total                | 47        | 4         | 9       | 0      | 20          | 2           | 2       | 1      | 78      | 7      |
| 1. FC Köln           | 2015–2016     | Bundesliga           | 14        | 0         | 0       | 0      | —           | —           | 0       | 0      | 14      | 0      |
| 1. FC Köln           | 2016–2017     | Bundesliga           | 2         | 0         | 0       | 0      | —           | —           | 0       | 0      | 2       | 0      |
| 1. FC Köln           | Total         | Total                | 16        | 0         | 0       | 0      | 0           | 0           | 0       | 0      | 16      | 0      |
| Standard Liège       | 2016–2017     | Prima Ligă Belgiană  | 5         | 0         | 0       | 0      | 0           | 0           | 0       | 0      | 5       | 0      |
| Standard Liège       | 2017–2018     | Prima Ligă Belgiană  | 0         | 0         | 0       | 0      | —           | —           | 0       | 0      | 0       | 0      |
| Standard Liège       | Total         | Total                | 5         | 0         | 0       | 0      | 0           | 0           | 0       | 0      | 5       | 0      |
| Lechia Gdańsk        | 2017–2018     | Ekstraklasa          | 0         | 0         | —       | —      | —           | —           | 0       | 0      | 0       | 0      |
| Total carieră        | Total carieră | Total carieră        | 141       | 6         | 19      | 0      | 30          | 3           | 2       | 1      | 192     | 10     |

1. 1 2  Appearances in the Europa League
2. 1 2  Appearances in the Champions League
3. 1 2  Appearances in the SuperPuchar Polski

### Internațional
Până în 23 ianuarie 2018
| Echipa națională a Serbiei | Echipa națională a Serbiei | Echipa națională a Serbiei |
| An                         | Meciuri                    | Goluri                     |
| -------------------------- | -------------------------- | -------------------------- |
| 2012                       | 1                          | 0                          |
| 2013                       | 0                          | 0                          |
| 2014                       | 0                          | 0                          |
| 2015                       | 0                          | 0                          |
| 2016                       | 5                          | 0                          |
| 2017                       | 0                          | 0                          |
| 2018                       | 0                          | 0                          |
| 2019                       | 1                          | 0                          |
| Total                      | 7                          | 0                          |

## Titluri

### Club
Steaua Roșie
- Cupa Serbiei: 2011-2012

FC BATE Borisov
- Prima Ligă Bielorusă (2): 2014, 2015
- Cupa Belarusului : 2014-15
- Supercupa din Belarus (2): 2014, 2015

Lechia Gdańsk
- Cupa Poloniei - câștigător (1): 2019

### Individual
- Echipa sezonului în Superliga Serbiei: 2011-2012